# Lá khát
Lá Khat (Danh pháp khoa học: Catha edulis) thường được gọi tên trong tiếng Việt là lá Khát, bắt nguồn từ tiếng Ả Rập: القات al-qāt. Do tác dụng kích thích và gây nghiện, lá Khát còn được gọi là "lá thiên đường". Cây khát là một loài thực vật có hoa trong họ Dây gối. Loài này được (Vahl) Endl. mô tả khoa học lần đầu tiên vào năm 1841.
Lá Khát là loại cây trồng lâu năm. Ở nhiều nước châu Phi, lá Khát thường được nhai như trầu ở Việt Nam. Lá khát được phơi khô, chế biến thành nước để uống như uống cà phê. Trên thị trường, lá Khát có giá từ 0,5 đến 20 USD một bó. Tuy nhiên tùy thuộc vào chất lượng và độ tươi của lá mà giá thành có thể đắt hơn một chút. Nhu cầu lớn nên lượng tiêu thụ lớn, trung bình một ngày hơn 25.000 kg lá Khát được bán ra tại chợ Adaway của Ethiopia.

## Tính hợp pháp
Lá khát được sử dụng hợp pháp ở một số nước như Yemen và Ethiopia. Tuy nhiên, tại phần lớn các quốc gia trên thế giới — bao gồm Việt Nam — thì việc trồng, tàng trữ, vận chuyển, buôn bán và sử dụng trái phép lá khát là bất hợp pháp.

## Hình ảnh

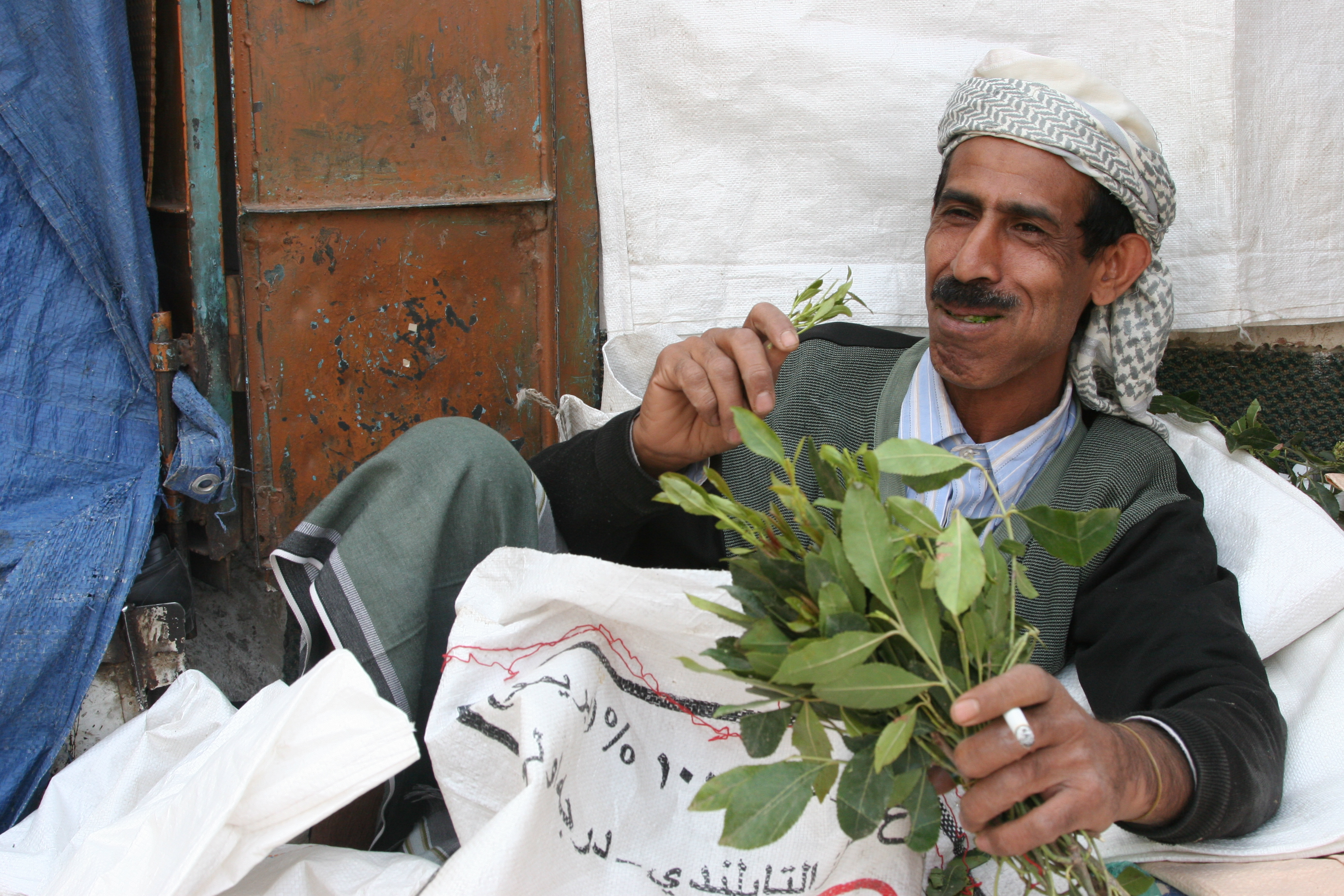
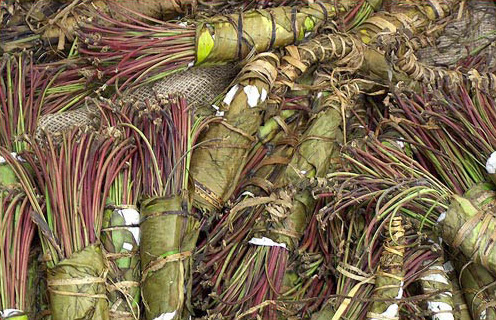
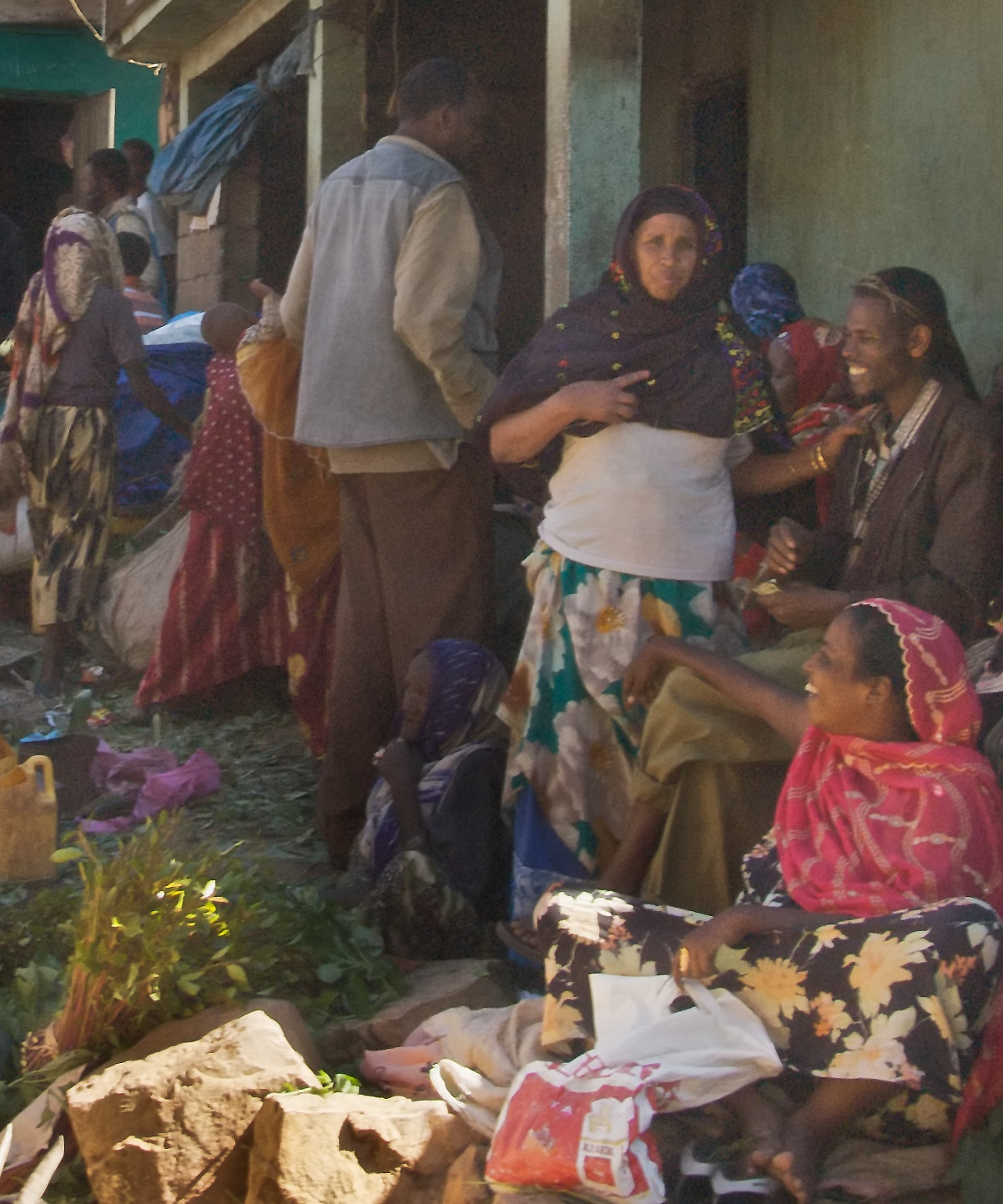
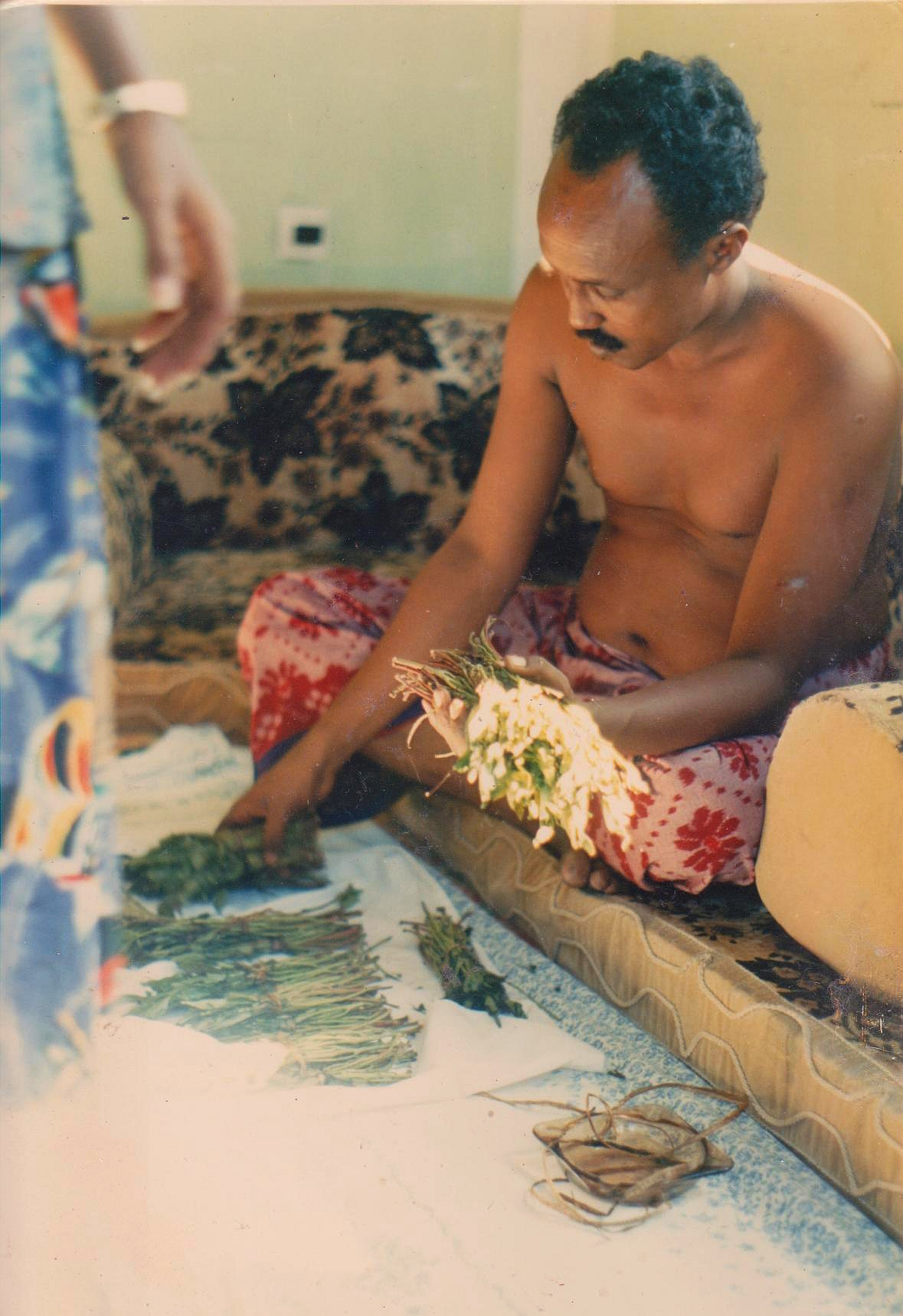